# Shannen Doherty
Pour les articles homonymes, voir Doherty (homonymie).
Shannen Doherty [ˈʃænən ˈdoʊɚti] est une actrice, réalisatrice et productrice américaine, née le 12 avril 1971 à Memphis, Tennessee (États-Unis) et morte le 13 juillet 2024 à Malibu, Californie (États-Unis).
Enfant star, elle se fait connaître par les rôles de Jenny Wilder dans la série culte La Petite Maison dans la prairie (1982-1984) et celui de Kris Witherspoon dans le feuilleton télévisé dramatique Our House (1986-1988).
Elle accède à une notoriété internationale importante grâce aux rôles de Brenda Walsh dans la série culte Beverly Hills 90210 (1990-1994) et de Prue Halliwell dans la série fantastique Charmed (1998-2001).
Elle s'est également illustrée dans plusieurs productions cinématographiques incluant School Girls (1985), Fatal Games (1989), Les Glandeurs (1995), Le Combat final (2016), Undateable John (2017), Fortress (2021), Hot Seat (2022) et Darkness of Man (2024).

## Biographie

### Jeunesse et formation

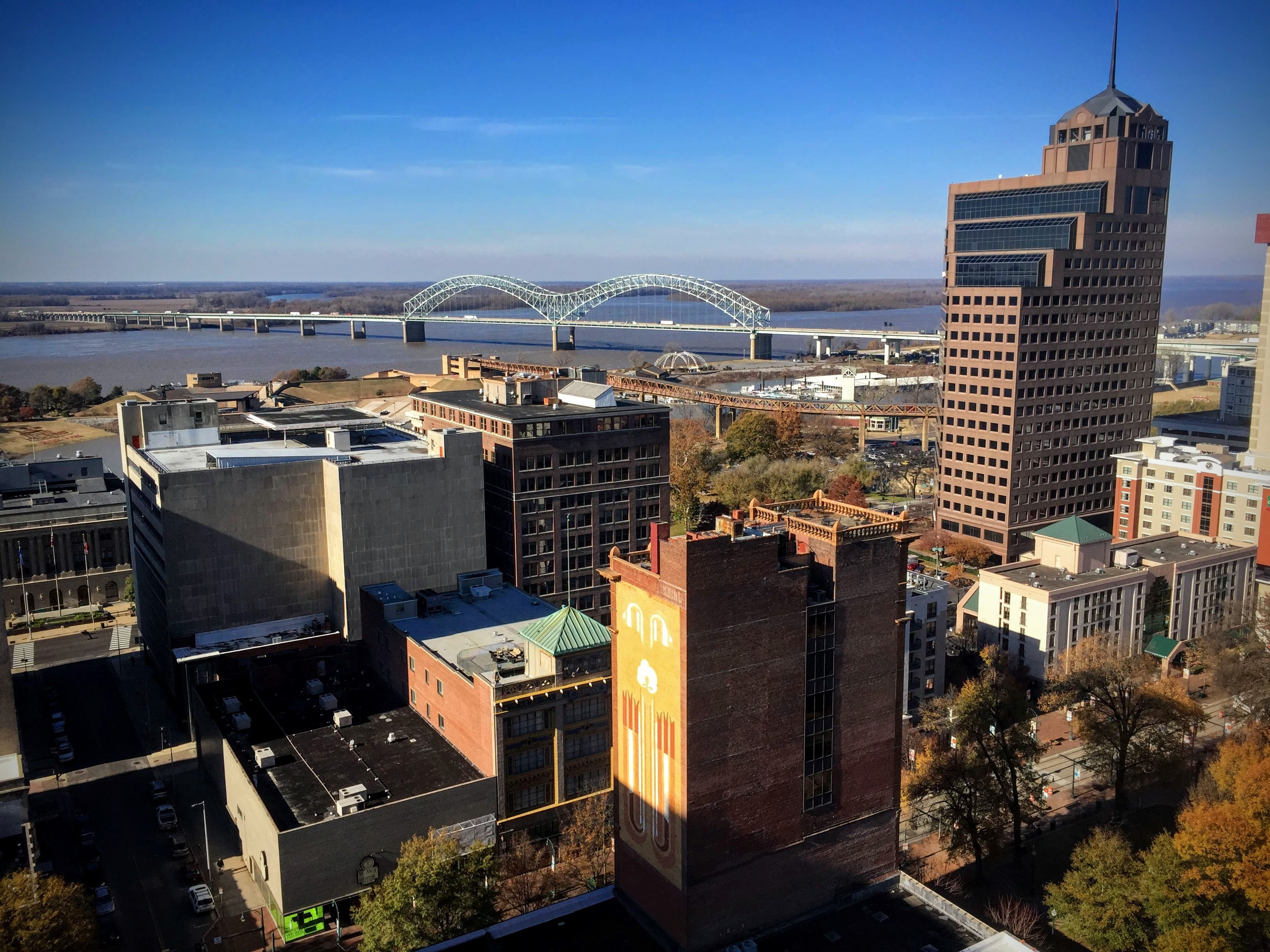
Memphis, ville de naissance de Shannen Doherty.

Shannen Maria Doherty naît le 12 avril 1971 à Memphis, dans le Tennessee, aux (États-Unis). Elle a des origines irlandaises par son père et écossaises par sa mère. Elle a un frère, Sean. Sa mère, Rosa, possède un salon de beauté et son père dirigeait une entreprise de transports.
Sa famille déménage à Los Angeles lorsqu'elle a sept ans et elle commence à auditionner pour différents rôles. Par la suite elle est scolarisée au lycée français de Los Angeles.

### Carrière

#### Débuts précoces
Elle commence sa carrière en 1981 avec un petit rôle dans Father Murphy, une série télévisée avec l'acteur Merlin Olsen. Elle double l'année suivante le personnage de Teresa dans le long-métrage d'animation Brisby et le Secret de NIMH.
Son premier grand rôle est celui de Jenny Wilder, la nièce de Laura Ingalls dans La Petite Maison dans la prairie de 1982 à 1984.
Elle joue en 1985 dans le film School Girls (Girls Just Want to Have Fun) avec Sarah Jessica Parker et Helen Hunt.
Après avoir joué dans quelques téléfilms, Shannen Doherty se fait remarquer dans le film Fatal Games en 1989 au côté de Winona Ryder, dans lequel elle interprète le rôle de Heather Duke. En 2006, le film a été classé no 5 par Entertainment Weekly dans la liste des 50 meilleurs films High School.

#### Succès et consécration à la télévision
En 1990, le producteur Aaron Spelling est à la recherche d'une actrice pour interpréter le rôle principal de son nouveau projet télévisuel centré sur une bande d’adolescents. Sa fille Tori Spelling, ayant apprécié la performance de Shannen Doherty dans le film Fatal Games, lui suggère de la faire auditionner. Le producteur contacte immédiatement cette dernière pour qu'elle auditionne pour le rôle. Shannen Doherty rejoindra ainsi le casting de Beverly Hills 90210 en 1990 dans le rôle de Brenda Walsh.

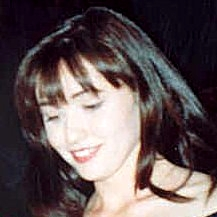
Shannen Doherty à la 43e cérémonie des Primetime Emmy Awards en 1991.

Dès la première saison de la série, le public se passionne pour cette bande d'adolescents et en particulier pour le personnage que Shannen interprète. La comédienne acquiert une reconnaissance internationale. L'audience de la première saison est de 14 200 000 téléspectateurs. Au cours de la 2e saison de la série, Shannen entre en conflit avec la production. Elle lui reproche de mettre en avant les autres personnages, Shannen se sent délaissée car elle se considère comme la vedette du show avec Jason Priestley. Shannen devient dès lors une véritable bad girl : bagarres, chèques en bois, sorties arrosées accompagnée de Tori Spelling, qui deviendra sa meilleure amie - elle passe beaucoup plus de temps au manoir des Spelling que chez elle. La série est toujours un grand succès d'audience avec plus de 17 600 000 téléspectateurs.
Lors de la 3e saison, les choses ne s'arrangent pas et les autres membres du casting - notamment Jennie Garth et Gabrielle Carteris, qui la considèrent comme insupportable et à l'origine de la mauvaise ambiance qui règne sur le plateau - se plaignent à la production : Shannen Doherty est ainsi prévenue à la fin de la 3e saison qu'elle doit calmer son jeu. Mais Beverly Hills 90210 est toujours un succès d'audience avec plus de 18 300 000 téléspectateurs.
Au début de la 4e saison, Shannen Doherty ne change en rien son comportement. Elle s'éloigne du reste du groupe et de sa meilleure amie Tori Spelling. Ses relations s'aggravent avec Jennie Garth, et d'après certains journaux, Shannen Doherty en arrive aux mains avec celle-ci. Aaron Spelling est furieux envers l'actrice qu'il considérait comme sa fille spirituelle, il pense que son mariage est une erreur monumentale, ce qui aggrave ses relations avec le producteur. Les retards répétés de l'actrice n'arrangent pas les choses, aussi l’ensemble des acteurs demande au producteur de trouver une solution : c'est ainsi qu'Aaron Spelling convoque Shannen Doherty en janvier 1994 en lui disant qu'il ne renouvellera pas son contrat pour une 5e saison. Shannen Doherty ne montre aucun signe d'émotion d'après les autres acteurs, et son acolyte Jason Priestley ajoutera qu'elle est une personne très fière. Lors de son départ de Beverly Hills 90210 l'audience de la série perd 7 millions de téléspectateurs - elle passe de 21 700 000 à 14 700 000.
En mai 1994, Shannen Doherty quitte la série pour ne plus y revenir. Ses relations avec son ancienne meilleure amie Tori Spelling se détériorent définitivement : Shannen Doherty déclarera que Tori Spelling faisait partie des acteurs de la série qui ont exigé son départ, ce que Tori démentira en disant qu'elle n'a jamais pris part à cela et qu'après le départ de Shannen Doherty, celle-ci a définitivement mis un terme à leur relation amicale.
De 1990 à 1994, l'actrice se fait aussi un nom à la télévision grâce aux nombreux téléfilms qu'elle tourne. Elle totalise plus de cinq téléfilms qui connaissent plus ou moins de succès comme Ultime étreinte, ou une Passion Ardente, des téléfilms qui cassent définitivement l'image de la gentille Brenda Walsh.
Pourtant, Shannen Doherty souhaite se consacrer au cinéma : elle tourne en 1994 dans le film Mort ou Presque qui ne connait pas le succès escompté. L'année suivante, l'actrice tente de rebondir dans un film très attendu, Les Glandeurs, mais il connaît un échec cuisant au box-office.
En 1995, Aaron Spelling lui propose d'occuper l'un des premiers rôles dans un nouveau feuilleton, Savannah, première série dramatique de la chaine The WB. La comédienne décline cependant l'offre du producteur.
En 1997, après avoir tourné dans plusieurs téléfilms et joué un petit rôle dans le film Nowhere, Shannen Doherty s'apprête à effectuer son retour à la télévision et tourne le pilote d'une nouvelle série : Faster Baby, Kill !. Cette comédie avec Orlando Jones et William Ragsdale met en scène un groupe de détectives privés branchés à Los Angeles. Toutefois, la chaîne américaine Fox ne commande pas la série.
Aaron Spelling, déçu du non-retour de la star dans Beverly Hills 90210, la recontacte en 1998 pour sa nouvelle série Charmed. Shannen Doherty est séduite et souhaite interpréter le rôle de la sœur aînée alors que la production la voyait dans le rôle de Piper. Elle interprète finalement Prue Halliwell. Elle propose aux producteurs l'actrice Holly Marie Combs, sa meilleure amie, pour interpréter l'une de ses sœurs. Alyssa Milano joue la sœur cadette. Cette série met en scène trois sœurs qui découvrent qu'elles sont des sorcières.
Le succès est au rendez-vous : le premier épisode a été suivi par plus de 7 800 000 téléspectateurs, un record pour le réseau WB. Ce succès permet à Shannen Doherty de faire un retour remarquable sur le devant de la scène.
Néanmoins, à la fin de la 2e saison, des tensions se font ressentir entre Shannen Doherty et Alyssa Milano. D'autres annoncent que l'actrice est entrée en conflit avec le producteur exécutif de la série, Brad Kern. Ce dernier ne l'aurait pas contactée pour participer à la fin de la série. Pour calmer l'actrice, la production augmente le salaire de la star pour la future 3e saison à 75 000 $ et lui donne l'occasion de réaliser plusieurs épisodes de la série. Shannen Doherty reste présente pour la 3e saison mais les relations avec Alyssa Milano ne cessent de se détériorer, la production soumet à la chaîne l'idée de se séparer d'une des deux actrices, mais la chaîne ne veut pas perdre ses deux stars phares et en particulier Shannen Doherty, qui commence pourtant à montrer des signes de lassitude. Liée par son contrat, l'actrice se résout à jouer jusqu’à la 5e saison. On parle de plus en plus du départ imminent d'Alyssa Milano, dont le contrat se termine à la fin de cette troisième saison.
La chaîne tente de régler le conflit en engageant un psychologue sur le plateau, mais rien n'y fait. Une source a déclaré que les deux actrices se disputaient car elles voulaient être au milieu de toutes les images promotionnelles. Ironie du sort, Alyssa Milano apparaîtra en premier dans le générique à partir de la saison 4, la présentation n'est désormais plus faite en fonction de l'âge des sœurs. Le conflit atteint son paroxysme lors du dernier épisode de la saison 3 qui est réalisé par Shannen Doherty, où Alyssa Milano aurait refusé d'obéir à l'actrice. L'épisode a été écrit de façon à faire disparaître le personnage d'Alyssa Milano, qui devait être tué avec le personnage de Julian McMahon. Quelques jours plus tard, Shannen fait part à la production de son envie de quitter la série, ce que les producteurs et la chaîne finissent par accepter, permettant à Alyssa Milano de rester, de même que le personnage de Julian McMahon. Même si elle a quitté la série bien longtemps avant qu'elle ne se termine, elle continue de posséder 5 % des droits de la série. Elle est également nommée aux Saturn Awards comme meilleure actrice de série à deux reprises, pour sa performance dans Charmed, en 1999 et 2000. En 2007, AOL nomme Prue Halliwell comme la plus grande sorcière de l'histoire de la télévision.

#### Passage au second plan et retrait
Après son départ de la série Charmed, l'actrice joue essentiellement dans des téléfilms et présente l'émission de caméra cachée Peur sur Prises.
En 2004, elle rejoint la distribution d'une nouvelle série, North Shore : Hôtel du Pacifique. Les producteurs comptent sur sa présence pour attirer les téléspectateurs. Elle joue Alexandra Hudson, la fille illégitime de Walter Booth, un homme d'affaires qui a des vues sur l'hôtel Grand Waimea. Mais la série est finalement un échec et s'arrête après vingt-et-un épisodes.
En 2005, Shannen Doherty décroche le rôle principal de la sitcom Love, Inc., en développement par la chaîne UPN. Cette comédie propose de suivre la vie de Denise Johnson, une femme célibataire dont le métier est de servir de coach auprès d'hommes en quête de la femme idéale. Cependant, elle est particulièrement maladroite dès qu'il s'agit de sa vie sentimentale. La série est commandée mais la chaîne décide de remplacer l'actrice par Busy Philipps,.

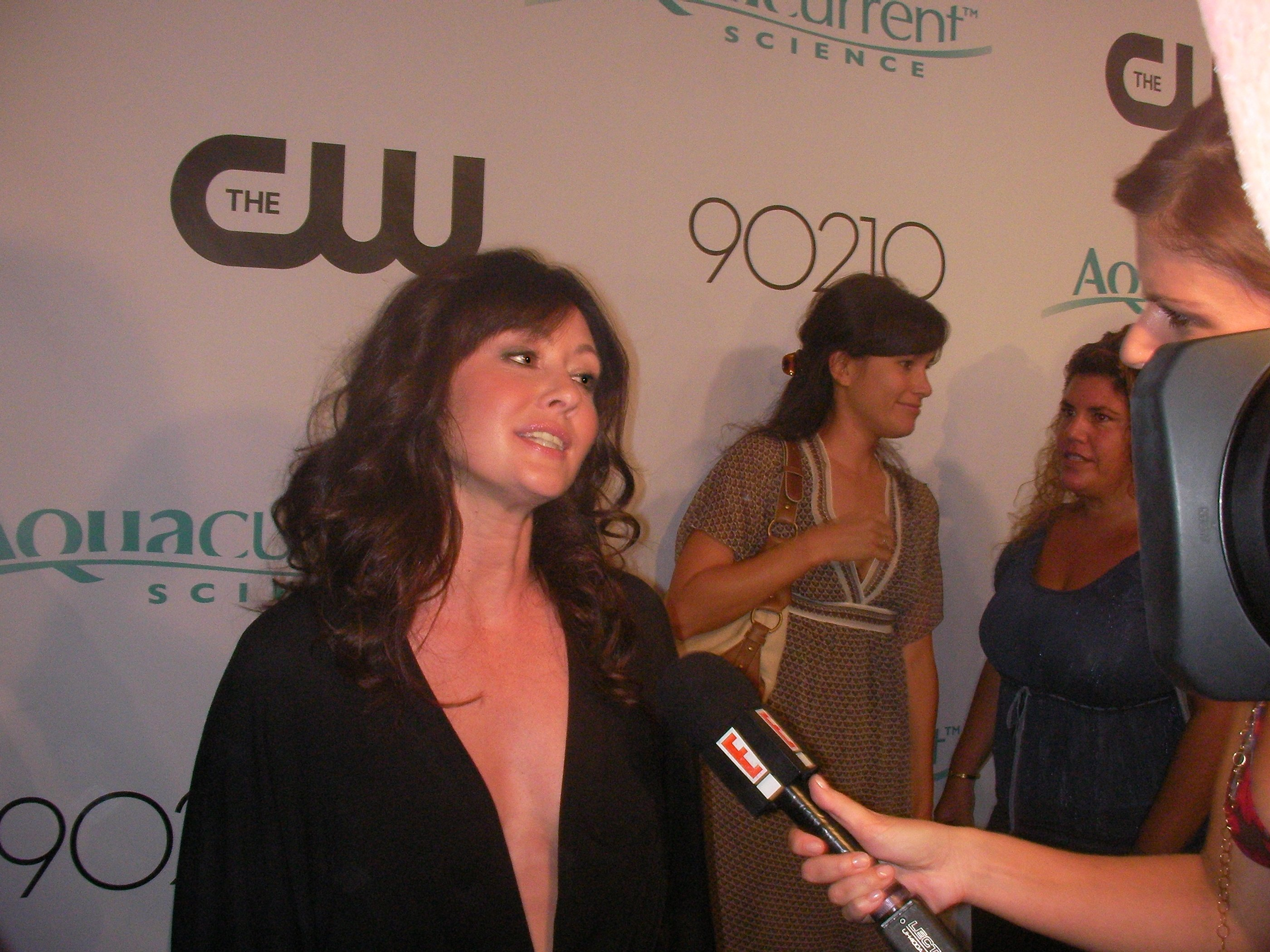
Shannen Doherty pour la promotion de 90210 Beverly Hills : Nouvelle Génération en 2008.

En 2006, la comédienne présente une nouvelle émission sur la chaîne câblée américaine Oxygen : Shannen Doherty : Experte en rupture. Le slogan de ce « docu-réalité » est « « Rompre est une chose difficile. Alors pourquoi le faire seul ? » ». En effet, Shannen Doherty propose son aide à des couples désespérés qui n'arrivent pas à en finir avec des relations qui empoisonnent leur vie. En France, cette émission a été diffusée en 2008 sur la chaîne NRJ 12.
Après avoir joué dans plusieurs téléfilms, elle fait son grand retour à la télévision en reprenant le rôle de Brenda Walsh dans la série dérivée de Beverly Hills intitulée 90210 Beverly Hills : Nouvelle Génération. Elle apparaît de façon récurrente dans la première saison avec son ancienne partenaire, Jennie Garth.

#### Diversification et retour progressif
En 2010, l'actrice sort un livre autobiographique intitulé Badass retraçant sa carrière. De plus, Shannen Doherty joue dans le film indépendant Burning Palms aux côtés de Lake Bell et Dylan McDermott. Par ailleurs, elle participe à deux web-séries : elle double les personnages principaux du dessin-animé Mari-Kari, diffusée sur FEARnet puis joue dans Suite 7, diffusée sur le site de la chaîne américaine Lifetime. Elle aura pour ce même projet eu l'occasion de diriger son ami et ex-collègue de Beverly Hills, Brian Austin Green.
La même année, elle multiplie les apparitions dans les émissions de téléréalité : elle foule le parquet de la dixième saison de l'émission de danse, Dancing with the Stars. Néanmoins, son partenaire Mark Ballas et elle sont éliminés après deux semaines de diffusion. Après avoir refusé plusieurs fois, elle a finalement participé à l'émission pour son père qui a subi un accident vasculaire cérébral.
En 2011, Shannen Doherty fait une apparition remarquée dans un épisode de l'émission de télé-réalité française, Les Anges de la télé réalité 3 : I Love New York, diffusée sur NRJ 12.
En 2012, elle fait une apparition dans l'émission Celebrity House Hunting. Diffusé sur The Biography Channel, ce programme permet à des célébrités de trouver une nouvelle maison. Elle est accompagnée de son conjoint et cherche une maison sur les plages de Malibu. Par la suite, Shannen Doherty est la vedette de sa propre émission de télé-réalité, Shannen Says. L'émission suit l'actrice et son fiancé, Kurt Iswarienko, dans les différentes étapes de planification de leur mariage. L'actrice est également à l'affiche du téléfilm fantastique Witchslayer Gretl diffusé sur la chaîne Syfy. De plus, l'actrice joue son propre rôle dans la web-série Escape My Life ainsi que dans la sitcom The New Normal, diffusée sur NBC.
En 2013, Shannen Doherty rejoint le film Bukowski, une biographie de la vie du légendaire poète et écrivain Charles Bukowski. Elle joue le rôle de Katharina Bukowski, la mère de Charles. Toutefois, la sortie du film est compromise car le réalisateur James Franco est accusé d'avoir adapté le roman Souvenirs d'un pas grand-chose sans en avoir obtenu les droits. L'actrice tourne par la suite dans plusieurs films indépendants : Undateable John, How to Make a Deal with the Devil et Bethany.

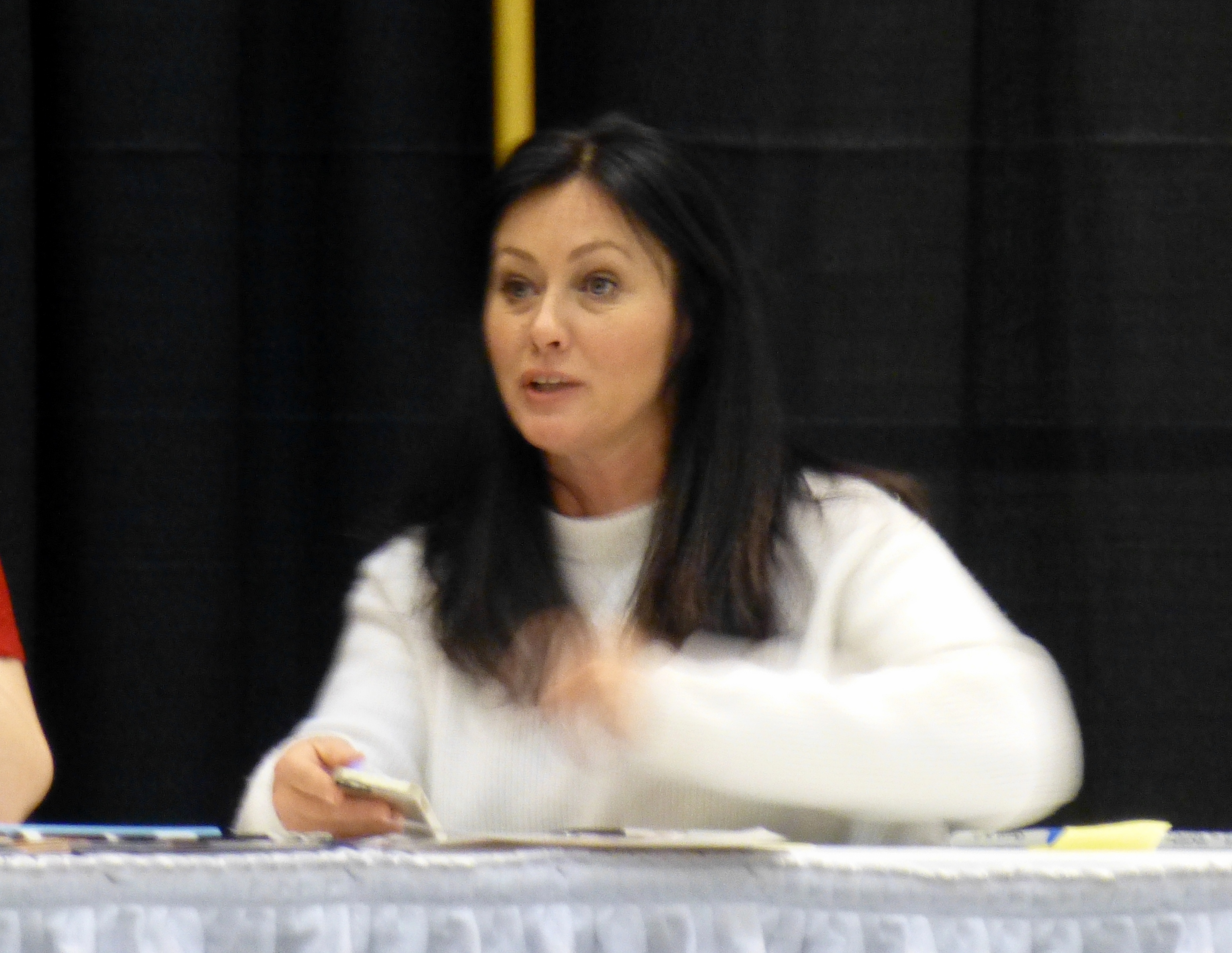
Shannen Doherty au Comic-Con de Toronto en 2015.

En 2014, l'actrice continue ensuite d'intervenir dans de nombreux téléfilms : elle affronte des créatures aux côtés de Christopher Lloyd dans Blood Lake : Attack of the Killer Lampreys diffusé sur Animal Planet puis retrouve Antonio Sabàto, Jr. et Sally Kirkland dans le téléfilm de Noël, All I Want for Christmas.
En 2015, Shannen Doherty fait un road trip autour des États-Unis avec son amie Holly Marie Combs et qui est diffusé dans l'émission de télé-réalité Off the Map with Shannen & Holly sur Great American Country. Le tournage s'est déroulé durant l'été 2014. L'année suivante, elle rejoint la distribution du pilote d'une nouvelle comédie, avec Patrick Muldoon et Denise Richards, mais le projet n'aboutit pas.
En 2016, Shannen Doherty obtient un rôle dans le film Le Combat final, partageant l'affiche avec Alec Baldwin, Michael Madsen et Danny Glover,.
En 2018, elle obtient un rôle récurrent dans la série télévisée Heathers. Il s'agit d'un remake télévisuel de la comédie noire pour adolescents Fatal Games, sortie en 1989. La même année, elle est aussi rattachée à une autre adaptation pour le petit écran, celle du film Les Glandeurs de 1995. Par ailleurs, l'actrice est également à l'affiche du téléfilm dramatique L'Homme qui a brisé ma fille, remake du téléfilm Un amour étouffant diffusé en 1996.
En 2019, elle fait un retour médiatique, lorsqu'elle rejoint ses anciens partenaires de la série Beverly Hills dans un nouveau reboot composé de six épisodes et diffusé durant l'été sur la chaîne américaine Fox. À la suite de la mort de Luke Perry, elle accepte de jouer en guest-star dans un épisode de la saison 4 de Riverdale afin de lui rendre hommage. Elle obtient aussi un rôle dans le drame romantique Undeatable John aux côtés de Daryl Hannah, Tom Arnold et Margaret Cho, qui est acclamé par la critique.
En 2021, l'actrice fait son retour à la télévision dans deux téléfilms diffusés sur la chaîne Lifetime. Le premier : Justice pour mon enfant, est un remake du téléfilm de 1997. Le second, List of a Lifetime, s'intéresse à une femme atteinte d'un cancer du sein souhaitant retrouver sa fille biologique. Ce-dernier est nommé lors de la douzième édition des Critics' Choice Television Awards. La même année, elle s’illustre également dans le film d'action Fortress, aux côtés de Bruce Willis, Jesse Metcalfe et Chad Michael Murray.
En 2022, elle obtient un rôle dans le film Hot Seat, avec Mel Gibson et Kevin Dillon.
En 2023, le 29 novembre, elle annonce son podcast nommé "Let's Be Clear". En 2024, elle fait une apparition dans le film Darkness of Man au côté de Jean-Claude Van Damme.

### Vie privée
De septembre 1993 à avril 1994, Shannen Doherty est mariée avec Ashley Hamilton, fils de l'acteur George Hamilton.
Elle est apparue nue, à plusieurs reprises, dans le magazine Playboy. Sa première apparition était en décembre 1993, suivie d'une autre en mars 1994. Elle a de nouveau posé pour le magazine en décembre 2003 et a été présentée dans un illustré de 10 pages.[réf. nécessaire]
Mariée de nouveau le 24 janvier 2002 à Las Vegas à Rick Salomon, elle divorce neuf mois plus tard.
Le 5 novembre 2010, son père Tom, avec lequel Shannen avait des liens très forts, meurt d'une crise cardiaque à l'âge de 66 ans à son domicile, dans la banlieue de Los Angeles.
Le 15 octobre 2011, Shannen épouse en 3e noces, le photographe Kurt Iswarienko à Malibu. Son mariage est diffusé dans l'émission de télé-réalité Shannen Says.
Le 21 avril 2023, la presse annonce le divorce de Shannen avec le photographe Kurt Iswarienko après plus de 11 ans de mariage. D'après TMZ, Shannen a voulu rendre cela public, étant séparée de son mari depuis janvier 2023. « Le divorce est la dernière chose que Shannen voulait. Malheureusement, elle sentait qu’elle n’avait pas d’autre choix. Vous pouvez contacter l’agent de Kurt, Collier Grimm chez PictureKid, car elle est intimement impliquée », a déclaré Leslie Sloane, sa représentante.

### Problèmes de santé et mort
Le 19 août 2015, Shannen Doherty annonce souffrir d'un cancer du sein et déclare avoir été tardivement diagnostiquée. Le cancer se serait étendu en août 2016. Elle décide de médiatiser son combat contre le cancer afin de « décomplexer les autres malades ». Le 25 février 2017, elle annonce que sa chimiothérapie est terminée. L'une de ses meilleures amies, Sarah Michelle Gellar, l'a soutenue dans sa lutte contre le cancer.
Le 4 février 2020, elle annonce la récidive de son cancer et qu'elle en est au stade 4 et souffre également de la maladie de Crohn.
Le 7 juin 2023, elle révèle qu'après avoir subi un scanner le 5 janvier dernier, les médecins se sont aperçus que son cancer s'était désormais propagé au cerveau. Le 29 novembre 2023, elle annonce au magazine People que son cancer s'est propagé aux os.
Shannen Doherty meurt le 13 juillet 2024 à Malibu, Californie (États-Unis) à l'âge de 53 ans, des suites de ce cancer du sein propagé au cerveau et aux os,. Son souhait était que ses cendres soient mélangées avec celles de son père et de son chien.

## Engagements
Shannen Doherty devient en 2011 porte-parole pour Education Connection, qui aide à obtenir un diplôme d'enseignement supérieur en ligne.
Fin août 2012, l'actrice devient l'ambassadrice de la marque israélienne de lunettes Erroca. Elle annonce, via son compte Twitter, être allée en Israël pour rencontrer l'opposition de militants du boycott d'Israël. Un mois plus tard, Shannen Doherty se rend à Tel Aviv en Israël pour faire la promotion des lunettes de soleil Erroca et présenter la nouvelle collection de la marque qui a pour nom Beverly Hills Polo Club.

## Filmographie

### Cinéma
| Année | Film                                                                              | Rôle                       |
| ----- | --------------------------------------------------------------------------------- | -------------------------- |
| 1982  | Les Croque-morts en folie (Night Shift)                                           | Bluebird                   |
| 1985  | School Girls (Girls Just Want to Have Fun)                                        | Maggie Malene              |
| 1989  | Fatal Games (Heathers)                                                            | Heather Duke               |
| 1994  | Y a-t-il un flic pour sauver Hollywood ? (The Naked gun 33 1/3: the final insult) | Elle-même                  |
| 1994  | Mort ou presque (Almost Dead)                                                     | Dr Katherine Roshak        |
| 1995  | Les Glandeurs (Mallrats)                                                          | René Mosier                |
| 1997  | Nowhere                                                                           | La femme de l'arrêt de bus |
| 2001  | Jay et Bob contre-attaquent (Jay and Silent Bob Strike Back)                      | Elle-même                  |
| 2010  | Burning Palms                                                                     | Dr Shelly                  |
| 2013  | Bukowski                                                                          | Katharina Bukowski         |
| 2013  | How to Make a Deal with the Devil                                                 | Le diable                  |
| 2016  | Le Combat final (Back In The Day)                                                 | Maria                      |
| 2017  | Bethany                                                                           | Susan Penicule             |
| 2019  | Undateable John                                                                   | Charlène                   |
| 2021  | Fortress                                                                          | Général Barbara Dobbs      |
| 2022  | Hot Seat                                                                          | Chef Pam Connelly          |
| 2024  | Hatch : Protection rapprochée (Darkness of Man)                                   | Viviane                    |

### Téléfilms
| Année | Téléfilm                                                                                           | Rôle                            |
| ----- | -------------------------------------------------------------------------------------------------- | ------------------------------- |
| 1983  | La Petite Maison dans la prairie : Le Chemin des souvenirs (Little House : Look Back to Yesterday) | Jenny Wilder                    |
| 1984  | La Petite Maison dans la prairie : L'Enlèvement (Little House : Bless All the Dear Children)       | Jenny Wilder                    |
| 1984  | La Petite Maison dans la prairie : Le Dernier Adieu (Little House : The Last Farewell)             | Jenny Wilder                    |
| 1985  | Robert Kennedy & His Times                                                                         | Kathleen Kennedy                |
| 1985  | Les Amours de Claire (The Other Lover)                                                             | Alison Fielding                 |
| 1989  | Freeze Frame                                                                                       | Lindsay Scott                   |
| 1992  | Ultime Étreinte (Obsessed)                                                                         | Lorie Brindel                   |
| 1994  | Vilaines Filles et Mauvais Garçons (Jailbreakers)                                                  | Angel Norton                    |
| 1994  | Jeux défendus (Blindfold: Acts of Obsession)                                                       | Madeleine Dalton                |
| 1994  | Une Passion Ardente: La Vie de Margaret Mitchell (A Burning Passion: The Margaret Mitchell Story)  | Margaret Mitchell               |
| 1996  | Disparue dans la nuit (Gone in the Night)                                                          | Cynthia « Cindi » Dowaliby      |
| 1997  | Amitié dangereuse (Friends 'Til the End)                                                           | Heather Romley                  |
| 1997  | Trahison intime (Sleeping with the Devil)                                                          | Rebecca Dubrovich               |
| 1997  | Un billet pour le danger (The Ticket)                                                              | CeeCee Reicker                  |
| 1999  | Photos interdites (Striking Poses)                                                                 | Gage Sullivan                   |
| 2000  | La Cinquième Sœur (Satan's School for Girls)                                                       | Beth Hammersmith / Karen Oxford |
| 2001  | Passion impossible (Another Day)                                                                   | Kate Walker                     |
| 2002  | L'Empire de Mary Kay (Hell on Heels: The Battle of Mary Kay)                                       | Lexi Wilcox                     |
| 2002  | Portrait coupable (The Rendering)                                                                  | Sarah Reynolds                  |
| 2003  | Regards coupables (View of Terror)                                                                 | Céleste Timmerman               |
| 2005  | Cyclone Catégorie 7 : Tempête mondiale (Category 7: The End of the World)                          | Faith Clavell                   |
| 2007  | La Voleuse de Noël (Christmas Caper)                                                               | Catherine « Cate » Dove         |
| 2008  | La Mémoire en sursis (Kiss Me Deadly : A Jacob Keane Assignment / The Delphi Effect)               | Marta Kozlenko                  |
| 2008  | Le Trésor perdu du Grand Canyon (The Lost Treasure of the Grand Canyon)                            | Susan Jordon                    |
| 2009  | Seule contre tous (Encounter with Danger)                                                          | Lori Parker                     |
| 2010  | La Digne Héritière (Growing the Big One)                                                           | Emma Silver                     |
| 2012  | Witchslayer Gretl                                                                                  | Gretl                           |
| 2014  | Blood Lake: Attack of the Killer Lampreys                                                          | Cate Parker                     |
| 2014  | All I Want for Christmas                                                                           | Brenda Patterson                |
| 2018  | L'Homme qui a brisé ma fille (No One Would Tell)                                                   | Laura Collins                   |
| 2021  | List of a Lifetime                                                                                 | Diana Carroll                   |
| 2021  | Justice pour mon enfant (Dying to Belong)                                                          | Katherine O'Connor              |

### Séries
| Année       | Série                                                          | Rôle                                                       |
| ----------- | -------------------------------------------------------------- | ---------------------------------------------------------- |
| 1981        | Le Grand Frère (Father Murphy)                                 | Drusilla Shannon (saison 1, épisodes 5 et 6)               |
| 1982        | Le Phénix (The Phoenix)                                        | La petite fille (saison 1, épisode 2)                      |
| 1982        | Voyages au bout du temps (Voyagers!)                           | Betty Parris (saison 1, épisode 4)                         |
| 1982 - 1983 | La Petite Maison dans la prairie (Little House on the Prairie) | Jenny Wilder (saison 9 - 18 épisodes)                      |
| 1983        | Magnum (Magnum, P.I.)                                          | Ima Platt (saison 4, épisode 8)                            |
| 1984        | Supercopter (Airwolf)                                          | Phoebe Danner (saison 1, épisode 4)                        |
| 1985        | Les Routes du paradis (Highway to Heaven)                      | Shelley Fowler (saison 2, épisode 9)                       |
| 1985        | Still the Beaver (en)                                          | Laurie (saison 1, épisode 15)                              |
| 1986        | Outlaws (en)                                                   | Andrea Halifax (saison 1, épisode 1)                       |
| 1986 - 1988 | Our House                                                      | Kris Witherspoon (46 épisodes)                             |
| 1989        | 21 Jump Street                                                 | Janine DeGray (saison 4, épisode 12)                       |
| 1989        | The Secret of Lost Creek                                       | Jennie Fogel (15 épisodes)                                 |
| 1990        | Corky, un adolescent pas comme les autres (Life Goes On)       | Ginny Green (saison 1, épisode 12)                         |
| 1990 - 1994 | Beverly Hills 90210                                            | Brenda Walsh (saisons 1 à 4)                               |
| 1992        | Parker Lewis ne perd jamais (Parker Lewis Can't Lose)          | Elle-même (saison 2, épisode 22)                           |
| 1998 - 2001 | Charmed                                                        | Prudence « Prue » Halliwell (saisons 1 à 3)                |
| 2004 - 2005 | North Shore : Hôtel du Pacifique (North Shore)                 | Alexandra Hudson (saison 1, épisodes 11 à 21)              |
| 2008 - 2009 | 90210 Beverly Hills : Nouvelle Génération (90210)              | Brenda Walsh (saison 1, épisodes 2, 4, 5, 6, 11, 12 et 24) |
| 2011        | Suite 7                                                        | Adrienne (saison 1, épisode 6)                             |
| 2012        | Escape My Life                                                 | Elle-même (saison 1, épisode 3)                            |
| 2012        | The New Normal                                                 | Elle-même (saison 1, épisode 10)                           |
| 2018        | Heathers                                                       | Annabel Dean (saison 1, épisodes 1, 5 et 10)               |
| 2019        | Beverly Hills : BH90210 (BH90210)                              | Elle-même / Brenda Walsh (6 épisodes)                      |
| 2019        | Riverdale                                                      | L’automobiliste (saison 4, épisode 1)                      |

#### Pilotes et projets télévisés
| Année | Titre                | Rôle                |
| ----- | -------------------- | ------------------- |
| 1984  | His and Hers         | Stacy McCabe        |
| 1997  | Faster Baby, Kill    | Denise Pearson      |
| 2005  | Love, Inc.           | Denise Johnson      |
| 2016  | Rock in a Hard Place | Janice Henley-Jones |

#### Émissions de télé-réalité
| Année       | Émission                                                                                              |
| ----------- | --- |
| 2003 - 2004 | Serial Piégeurs / Peur sur Prises (Scare Tactics) (présentatrice - saisons 1 et 2)                    |
| 2006        | Shannen Doherty : Experte en rupture (Breaking Up with Shannen Doherty) (présentatrice - 13 épisodes) |
| 2010        | Relations très publiques (The Spin Crowd) (saison 1, épisode 4)                                       |
| 2010        | Dancing with the Stars (candidate - saison 10)                                                        |
| 2011        | Les Anges de la télé réalité 3 : I Love New York (saison 3, épisodes 6 et 7)                          |
| 2012        | Shannen Says (8 épisodes)                                                                             |
| 2015        | Off the Map with Shannen and Holly (6 épisodes)                                                       |

#### Podcast
| Année       | Émission                            |
| ----------- | ----------------------------------- |
| 2023 - 2024 | Let’s be Clear with Shannen Doherty |

#### Voix
| Année | Film / Série                                     | Rôle          |
| ----- | ------------------------------------------------ | ------------- |
| 1982  | Brisby et le secret de NIMH (The Secret of NIMH) | Teresa Brisby |
| 2001  | Gary & Mike                                      | Breeze        |
| 2010  | Mari-Kari                                        | Mari / Kari   |

#### Réalisatrice
| Année | Film / Série / Émission / Vidéo    | Statut / Autres notes                    |
| ----- | ---------------------------------- | ---------------------------------------- |
| 2000  | Charmed                            | Saison 2 - Épisode 22 : Derniers vœux    |
| 2001  | Charmed                            | Saison 3 - Épisode 14 : La Ville fantôme |
| 2001  | Charmed                            | Saison 3 - Épisode 22 : Adieux           |
| 2011  | Suite 7                            | Saison 1 - Épisode 6 : Captive Audience  |
| 2012  | Radical Something (groupe musical) | Naked In Venice                          |
| 2014  | Radical Something (groupe musical) | Pure                                     |

#### Productrice
| Année | Film / Série / Émission / Vidéo      | Statut / Autres notes              |
| ----- | ------------------------------------ | ---------------------------------- |
| 2001  | Passion impossible (Another Day)     | Co-productrice exécutive           |
| 2006  | Shannen Doherty : Experte en rupture | Productrice exécutive et créatrice |
| 2011  | Suite 7                              | Productrice                        |
| 2012  | Shannen Says                         | Productrice exécutive              |
| 2015  | Off the Map with Shannen and Holly   | Productrice exécutive              |
| 2017  | Bethany                              | Productrice                        |
| 2019  | Beverly Hills : BH90210              | Productrice exécutive              |

#### Théâtre
| Année | Pièce de théâtre | Rôle       | Statut / Autres notes               |
| ----- | ---------------- | ---------- | ----------------------------------- |
| 2010  | A Room Of My Own | Religieuse | avec Ralph Macchio et Mario Cantone |

#### Chorégraphe
| Année | Film / Série / Émission / Vidéo | Statut / Autres notes                   |
| ----- | ------------------------------- | --------------------------------------- |
| 2001  | Charmed                         | Saison 3 - Épisode 9 Le Diable au corps |

#### Directeur artistique de magazine
| Année | Magazine          | Statut / Autres notes                    |
| ----- | ----------------- | ---------------------------------------- |
| 2009  | Pasadena Magazine | Chargée de l'aspect visuel et artistique |

#### Apparitions dans des clips
| Année | Clip                                                              | Rôle               |
| ----- | ----------------------------------------------------------------- | ------------------ |
| 1992  | Real Love de Slaughter (en)                                       | Elle-même          |
| 2009  | Guilty of the Crime de The Bacon Brothers et The Bellamy Brothers | Petra              |
| 2014  | Unicorn Zombie Apocalypse de Borgore                              | L'animatrice du JT |

## Distinctions
Sauf indication contraire ou complémentaire, les informations mentionnées dans cette section proviennent de la base de données IMDb.

### Récompenses
- Bravo Otto 1992 : meilleure actrice dans le rôle de Brenda Walsh pour Beverly Hills 90210
- Bravo Otto 1993 : meilleure actrice dans le rôle de Brenda Walsh pour Beverly Hills 90210
- Saturn Awards 1999 : meilleure actrice de télévision dans le rôle de Prudence « Prue » Halliwell pour Charmed
- The Webby Awards 2012 : meilleure performance féminine pour Suite 7 (partagée avec Wilson Cleveland)

### Nominations
- Young Artist Awards 1983
  - meilleure jeune actrice pour La Petite Maison dans la prairie
  - meilleure jeune actrice invitée dans une série télévisée dramatique pour Father Murphy
- Young Artist Awards 1984 : meilleure jeune actrice pour La Petite Maison dans la prairie
- Young Artist Awards 1985 : meilleure jeune actrice invitée pour Supercopter
- Young Artist Awards 1987 : meilleure jeune actrice invitée pour Our House
- Young Artist Awards 1988 : meilleure jeune actrice invitée pour Our House
- Young Artist Awards 1991 : meilleure actrice dans le rôle de Brenda Walsh dans une nouvelle série télévisée dramatique pour Beverly Hills 90210
- Young Artist Awards 1992 : meilleure actrice dans le rôle de Brenda Walsh pour Beverly Hills 90210
- Bravo Otto 1994 : meilleure actrice dans le rôle de Brenda Walsh pour Beverly Hills 90210
- Saturn Awards 1999 : meilleure actrice de télévision dans le rôle de Prudence « Prue » Halliwell pour Charmed
- Saturn Awards 2000 : meilleure actrice de télévision dans le rôle de Prudence « Prue » Halliwell pour Charmed
- TV Land Awards 2007 : pire rupture partagée avec Luke Perry pour Beverly Hills 90210

## Voix françaises
En France, Anne Rondeleux est la voix française régulière de Shannen Doherty. À titre exceptionnel, d'autres comédiennes l'ont également doublée comme Dorothée Jemma (Parker Lewis ne perd jamais), Véronique Alycia (Fatal Games), Marie-Laure Dougnac (Jay et Bob contre-attaquent) ou encore Barbara Kelsch (La Cinquième Sœur).